# Bachmutka (dopływ Dońca)
Bachmutka (ukr., ros. Бахмутка; także Бахмут Bachmut) – rzeka na Ukrainie, prawy dopływ Dońca.
Płynie przez obwód doniecki, długość rzeki wynosi 88 km, a powierzchnia dorzecza 1680 km².
Nad rzeką leżą miasta Bachmut (1924-2016 Artiomowsk) i Siewiersk, największym dopływem (prawym) jest rzeka Mokraja Płotwa.